# Hermadion longicirratus
Hermadion longicirratus är en ringmaskart som beskrevs av Johan Gustaf Hjalmar Kinberg 1856. Hermadion longicirratus ingår i släktet Hermadion och familjen Polynoidae. Inga underarter finns listade i Catalogue of Life.